# Modulatrix stictigula
Tordina-de-lunetas ou tordote-de-garganta-malhada (Modulatrix stictigula) é uma espécie de ave da família Muscicapidae.
Pode ser encontrada nos seguintes países: Malawi, Moçambique e Tanzânia.
Os seus habitats naturais são: regiões subtropicais ou tropicais húmidas de alta altitude.